# Léon Pesch
Léon Pesch – luksemburski pływak, olimpijczyk.
Wystartował na igrzyskach olimpijskich w Antwerpii (1920) w wyścigu na 100 metrów stylem dowolnym, w którym odpadł w eliminacjach (zajął czwarte miejsce w czwartym wyścigu eliminacyjnym).